# شيرون كولينز
شيرون كولينز (بالإنجليزية: Sherron Collins)‏ مواليد 18 مارس 1987 في شيكاغو، هو لاعب كرة سلة محترف أمريكي معتزل بدأ مسيرته الاحترافية في سنة 2010 لعب في دوري كندا الوطني لكرة السلة كلاعب هجوم خلفي وحمل الرقم 4. يبلغ طوله 5 قدم 11 بوصة (1.8 م).

## إحصائيات المسيرة
| السنة   | الفريق        | لعب | بدأ | دقيقة | ميداني% | ثلاثية | حرة   | ارتداد | صنع | استلاب | تصدي | نقطة |
| ------- | ------------- | --- | --- | ----- | ------- | ------ | ----- | ------ | --- | ------ | ---- | ---- |
| 2010–11 | شارلوت هورنتس | 20  | 0   | 3.3   | .280    | .200   | 1.000 | .3     | .4  | .1     | .0   | .9   |
| المسيرة |               | 20  | 0   | 3.3   | .280    | .200   | 1.000 | .3     | .4  | .1     | .0   | .9   |

## روابط خارجية
- شيرون كولينز على موقع إن بي أي (الإنجليزية)
- شيرون كولينز على موقع سبورتس رفرنس (الإنجليزية)
- شيرون كولينز على موقع كرة السلة الأوروبية.كوم (الإنجليزية)
- شيرون كولينز على موقع كلية كرة السلة في سبورتس رفرنس.كوم (الإنجليزية)
- شيرون كولينز على موقع ريلجم (الإنجليزية)
- شيرون كولينز على موقع بروبوليرز (الإنجليزية)
- شيرون كولينز على موقع سبورتس رفرنس (الإنجليزية)